# Боджо, Норберто
Норбе́рто Бо́джо (исп. и итал. Norberto Boggio; 11 августа 1931, Санта-Фе — 20 декабря 2021) — аргентинский футболист, нападающий.

## Клубная карьера
Норберто Боджо начинал свою футбольную карьеру в команде «Банфилд». В 1957 году Боджо перешёл в клуб «Сан-Лоренсо де Альмагро», в его составе он стал чемпионом Аргентины в сезоне 1959 года. В 1963-м Боджо перешёл в мексиканский «Атланте».

## Международная карьера
Норберто Боджо попал в состав сборной Аргентины на Чемпионат мира 1958 года. Однако из 3-х матчей Аргентины на турнире Боджо сыграл лишь в одном из них: во втором матче группового турнира против сборной Северной Ирландии.

## Достижения

### Клубные
Сан-Лоренсо
- Чемпионат Аргентины (1): 1959 (чемпион)